# Bache Grand Prix 2021
Bache Grand Prix 2021 var et dansk DCU licensløb. Det 123 km lange linjeløb blev kørt den 5. april 2021 med start og mål ved True Skov.
Løbet blev arrangeret af Cykle Klubben Aarhus, og var det fjerde eliteløb i den danske landevejssæson. Der blev kørt 30 omgange på en 4,1 km lang rundstrækning i True Skov vest for Tilst og Aarhus. Start og mål var på Espenhøjvej, hvorefter der blev kørt mod urets retning af Selkærvej, Rætebølvej og tilbage på Espenhøjvej. I alt havde 77 ryttere fra 16 hold skrevet sig på deltagerlisten.
Efter tre timers cykelløb kom tre ryttere samlet til målstregen, og her var William Blume Levy fra ColoQuick Cycling den hurtigste, og vandt foran Morten Gadgaard (Team Sparekassen Vendsyssel Aalborg) og Mathias Bregnhøj (BHS-PL Beton Bornholm).

## Resultat
| \| Samlede stilling \| Samlede stilling \| Samlede stilling \| Samlede stilling \| Samlede stilling \| \| Rytter \| Rytter \| Hold \| Tid \| \| \| ---------------- \| ------------------------ \| ----------------------------------- \| ---------------- \| ---------------- \| \| 1. \| William Blume Levy \| ColoQuick \| 3t 01' 32" \| \| \| 2. \| Morten Gadgaard \| Team Sparekassen Vendsyssel Aalborg \| + 0" \| \| \| 3. \| Mathias Bregnhøj \| BHS-PL Beton Bornholm \| + 1" \| \| \| 4. \| Marcus Sander Hansen \| BHS-PL Beton Bornholm \| + 39" \| \| \| 5. \| Daniel Stampe \| CO:PLAY-Giant \| + 39" \| \| \| 6. \| Kasper Andersen \| ColoQuick \| + 40" \| \| \| 7. \| Sebastian Nielsen \| Restaurant Suri-Carl Ras \| + 40" \| \| \| 8. \| Anders Foldager \| Herning CK Elite \| + 41" \| \| \| 9. \| Martin Lind \| Team Sparekassen Vendsyssel Aalborg \| + 42" \| \| \| 10. \| Christian Spang Kjeldsen \| ColoQuick \| + 42" \| \| |                          |                                     |            |
| |                          |                                     |            |
| |                          |                                     |            |
| Samlede stilling |                          |                                     |            |
| Rytter | Rytter                   | Hold                                | Tid        |
| 1. | William Blume Levy       | ColoQuick                           | 3t 01' 32" |
| 2. | Morten Gadgaard          | Team Sparekassen Vendsyssel Aalborg | + 0"       |
| 3. | Mathias Bregnhøj         | BHS-PL Beton Bornholm               | + 1"       |
| 4. | Marcus Sander Hansen     | BHS-PL Beton Bornholm               | + 39"      |
| 5. | Daniel Stampe            | CO:PLAY-Giant                       | + 39"      |
| 6. | Kasper Andersen          | ColoQuick                           | + 40"      |
| 7. | Sebastian Nielsen        | Restaurant Suri-Carl Ras            | + 40"      |
| 8. | Anders Foldager          | Herning CK Elite                    | + 41"      |
| 9. | Martin Lind              | Team Sparekassen Vendsyssel Aalborg | + 42"      |
| 10. | Christian Spang Kjeldsen | ColoQuick                           | + 42"      |

## Hold
| UCI ProTeam- Uno-X Pro Cycling Team UCI Kontinentalhold (5)- BHS-PL Beton Bornholm - Riwal - Restaurant Suri-Carl Ras - ColoQuick - Uno-X DARE Development Team DCU Elite Teams (7)- Herning CK Elite - Give Elementer - Sparekassen Vendsyssel Aalborg - Kvickly Odder Elite - Bache-JS.dk - O.B. Wiik-Dan Stillads - IBT-BH Carl Ras Amatørcykelhold- Urbano Cycling Team Regional- og klubhold (2)- Cykling Odense - Brussels Cycling Team |
| |